# Show Your Bones
Show Your Bones je druhé studiové album americké indie rockové skupiny Yeah Yeah Yeahs, které vyšlo 27. března 2006 prostřednictvím společnosti Interscope. Album bylo nominované na cenu "Grammy Award" v kategorii Nejlepší alternativní album.
V prvním týdnu se alba prodalo 56 tisíc kopií, což ho umístilo na 11. příčku americké hitparády Billboard 200.

## Historie
Na začátku roku 2005 se kapela rozhodla zbavit veškerého materiálu, který napsala pro novou desku a změnit celkový styl kapely. Karen O k tomuto odvážnému kroku řekla,: „Nechceme udělat 'Fever To Tell část 2'. Chceme změnit náš styl. Sice ještě nemáme ponětí jak to uděláme, ale je v našem nejlepším zájmu to zkusit a prozkoumat různé cesty, kterými se vydat.“ Kytarista Nick Zinner dodal: „Zdá se, že je tento krok pro nás nutný a je taky zřejmé, že se už nechceme opakovat. Jsem zklamaný z kapel, jejichž druhé album zní jako B-strana jejich první nahrávky.“
V interview s magazínem Blender kapela prozradila, že se během nahrávání a skládání této desky málem rozpadla, proto tuto dobu nazývají jejich „nejtemnějšími“ časy.

## Kompozice
Album je zatím nejvíce podmanivou nahrávkou, kterou kdy kapela natočila, hlavně v porovnání s jízlivým zvukem jejich eponymního EP. Producent alba, Sam Spiegel, dodal nahrávce jemné vrstvy kláves, sirén, zvonků a tleskání; v 5 z 11 skladeb je zřetelně použita akustická kytara.

## Přijetí kritikou
Většina recenzí je pozitivních: magazín E! dal desce známku A- a dodal, že: „Skupina v honbě za úspěchem mění svůj hudební styl, s hitem 'Maps' jako odrazovým můstkem.“ The Village Voice zveřejnil pozitivní kritiku. Los Angeles Times dal albu tři a půl hvězdy ze čtyř a napsal: „minimalistický rock s reálnými pocity a epickým rozsahem.“ The A.V. Club ohodnotil známkou B+ a dodal: „Stejně jako dříve je ochota kapely uzemnit lidské emoce něčím, co ji odlišuje od ostatních.“ Časopis Playlouder napsal: „Jestli 'Fever To Tell' usilovala o drsný post punk, tak 'Show Your Bones' je gotická deska.“ Alternative Press dal nahrávce 4 hvězdy z pěti a popsal ji: „druhá deska, která spíše než aby byla typickým zklamáním, nechá vás ve stavu nekonečného fantazírování, jak asi bude třetí, čtvrtá, pátá deska znít.“ Collective (BBC) ohodnotil album podobně a jednoduše napsal: „Prostě a jednoduše: je to dobrá deska.“
Yahoo! Music dal albu hodnocení 7/10: „S pár chybami, ale tleskáme za přidání zranitelnosti k plánu hry, který kapela načala.“ Under the Radar dal desce stejné hodnocení a nazval ji „lehce těžkopádnou“, ale „každopádně uspokojující“. Prefix Magazine taktéž napsal pozitivní hodnocení: „o mnohem více přístupnější, než předchozí deska. Avšak skladba 'Maps' nezní jako správně zvolená 'vstupní brána'.“
The New York Times zveřejnil průměrnou kritiku, ve které mimo jiné napsal: „Desce se nedá důvěřovat. Vyvolává dojem kapely, která si není úplně jistá, jakým směrem se vydat.“ The Guardian ohodnotil album 2 z 5 a dodal: „Kromě některých částí, které stojí za to, kapela stále bojuje se snahou získat nějaký úspěch.“ The Austin Chronicle udělil stejný počet hvězd a napsal: „Ten je tam okázalý art-punk, křečovité nadšení a nekontrolovatelný řev. Místo toho tu máme jednoduchou melodii, nosový zpěv a povědomé písničky, což nás přivádí k otázce: Y Control?“(poznámka: 'Y Control' je název jedné skladby na předchozí desce)

## Uznání
Album bylo nominováno na cenu Grammy Award v kategorii Nejlepší alternativní album. V prosinci roku 2006 bylo magazínem NME jmenováno druhým nejlepší albem roku a píseň "Cheated Hearts" byla zvolena 10. nejlepší písní roku. Rolling Stone zařadil desku na 44. místo nejlepších alb roku 2006, zatímco magazín Spin ji umístil na 31. místo z jejich seznamu 40 nejlepších alb roku 2006. V roce 2009 bylo magazínem Rhapsody album zvoleno 10. Nejlepší m Alt/Indie albem dekády. NME ranked it #32 on their Top 100 Albums of the Decade list.

## Seznam skladeb
| Pořadí         | Název          | Délka |
| -------------- | -------------- | ----- |
| 1.             | Gold Lion      | 3:07  |
| 2.             | Wya Out        | 2:51  |
| 3.             | Fancy          | 4:24  |
| 4.             | Phenomena      | 4:10  |
| 5.             | Honeybear      | 2:25  |
| 6.             | Cheated Hearts | 3:58  |
| 7.             | Dudley         | 3:41  |
| 8.             | Mysteries      | 2:35  |
| 9.             | The Sweets     | 3:55  |
| 10.            | Warrior        | 3:40  |
| 11.            | Turn Into      | 4:05  |
| Celková délka: | Celková délka: | 42:14 |

| Bonusová skladba | Bonusová skladba | Bonusová skladba |
| Pořadí           | Název            | Délka            |
| ---------------- | ---------------- | ---------------- |
| 12.              | Déjà Vu          | 3:23             |

## Obsazení
- Nick Zinner - kytara, klávesy
- Brian Chase - bubny, perkuse, kytara
- Karen O - zpěv, klavír, omnichord

## Hitparády
| Hitparáda (2006) | Nejvyšší pozice |
| ---------------- | --------------- |
| US Billboard 200 | 11              |
| UK Albums Chart  | 7               |